# Campeonato Mundial de Baloncesto Femenino Sub-19 de 2019
El Campeonato Mundial de Baloncesto Femenino Sub-19 de 2019 fue un torneo organizado por FIBA para selecciones nacionales menores de 19 años, en su decimotercera edición que tuvo lugar del 20 al 28 de julio de 2019 en la ciudad de Bangkok (Tailandia).

## Clasificados
| Competición                                              | Fecha                                  | Sede             | Plazas | Equipos clasificados                     |
| -------------------------------------------------------- | -------------------------------------- | ---------------- | ------ | ---------------------------------------- |
| País anfitrión                                           | 12 de septiembre                       | Mies             | 1      | Tailandia                                |
| Campeonato FIBA África Femenino Sub-18 de 2018           | 10—19 de agosto de 2018                | Maputo           | 2      | Malí Mozambique                          |
| Campeonato FIBA Américas Femenino Sub-18 de 2018         | 1—7 de agosto de 2018                  | Ciudad de México | 4      | Estados Unidos Canadá Argentina Colombia |
| Campeonato FIBA Asia Femenino Sub-18 de 2018             | 28 de octubre — 3 de noviembre de 2018 | Bangalore        | 4      | China Japón Australia Corea del Sur      |
| Campeonato Europeo de Baloncesto Femenino Sub-18 de 2018 | 4—12 de agosto de 2018                 | Udine            | 5      | Alemania España Hungría Letonia Bélgica  |
| Total                                                    | Total                                  | Total            | 16     | 16                                       |

## Organización

### Sedes
| Bangkok             |
| Bangkok             |
| Thai-Japanese Arena |
| Capacidad: 6 600    |
|                     |

### Sorteo de grupos
Para el sorteo de los grupos, los equipos participantes fueron repartidos en los siguientes cuatro bombos.
| Bombo 1                                     | Bombo 2                        | Bombo 3                          | Bombo 4                                |
| ------------------------------------------- | ------------------------------ | -------------------------------- | -------------------------------------- |
| Tailandia (H) Estados Unidos China Alemania | España Hungría Letonia Bélgica | Japón Australia Canadá Argentina | Colombia Corea del Sur Malí Mozambique |

El sorteo tuvo lugar el 20 de marzo de 2019 en Bangkok, Tailandia. Las siguientes restricciones aplicaron con respecto a los grupos:
- Un grupo tendrá 2 equipos europeos, mientras que el otro tendrá 2 equipos asiáticos.
- Japón y Australia serán emparejados en los grupos con Estados Unidos y Alemania.
- Colombia no será emparejada en el mismo grupo que Estados Unidos, Argentina y Canadá.

| Grupo A                                 | Grupo B                      | Grupo C                                        | Grupo D                        |
| --------------------------------------- | ---------------------------- | ---------------------------------------------- | ------------------------------ |
| Canadá Letonia Mozambique Tailandia (H) | Argentina Bélgica China Malí | Australia Corea del Sur Estados Unidos Hungría | Alemania Colombia España Japón |

## Fase de grupos
Todos los horarios corresponden al huso horario local (GMT+7).

### Grupo A
| Pos. | Equipo     | PJ | G | P | PF  | PC  | DP  | Pts |
| ---- | ---------- | -- | - | - | --- | --- | --- | --- |
| 1    | Letonia    | 3  | 3 | 0 | 207 | 165 | +42 | 6   |
| 2    | Canadá     | 3  | 2 | 1 | 189 | 173 | +16 | 5   |
| 3    | Mozambique | 3  | 1 | 2 | 179 | 167 | +12 | 4   |
| 4    | Tailandia  | 3  | 0 | 3 | 145 | 215 | −70 | 3   |

 Fuente: FIBA
Jornada 1
| 20 de julio | Letonia                                                        | 65–54                                 | Canadá                                                                  | Bangkok                                                                                              |  |
| 12:00       | Parciales: 15–11, 16–16, 17–11, 17–16                          | Parciales: 15–11, 16–16, 17–11, 17–16 | Parciales: 15–11, 16–16, 17–11, 17–16                                   | |  |
|             | Estadísticas Zumenta, Mote 13 Meldere 11 Kleščova 5 Meldere 15 | Reporte Pts Reb Asts Val              | Estadísticas 15 Edwards 9 Edwards 2 Hanson, Edwards, Russell 15 Edwards | Pabellón: Bangkok Thai-Japan Youth Arena I Árbitros: Alexis Mercado Andrada Csender Beniamino Attard |  |

| 20 de julio | Mozambique                                                                       | 66–39                               | Tailandia                                                                            | Bangkok                                                                                      |  |
| 15:00       | Parciales: 22–13, 16–9, 18–6, 10–11                                              | Parciales: 22–13, 16–9, 18–6, 10–11 | Parciales: 22–13, 16–9, 18–6, 10–11                                                  |                                                                                              |  |
|             | Estadísticas Pinto, Joaquim 16 Pinto, Sumbane, Joaquim 9 Gomes, Pinto 4 Pinto 26 | Reporte Pts Reb Asts Val            | Estadísticas 12 Phuekraksa 7 Dangdee 3 Sirisathaphornsap, Charoenpanit 10 Phuekraksa | Pabellón: Bangkok Thai-Japan Youth Arena I Árbitros: Maripier Malo Jun Horiuchi Martin Vulic |  |

Jornada 2
| 21 de julio | Tailandia                                                           | 57–74                                 | Letonia                                              | Bangkok                                                                                         |  |
| 14:15       | Parciales: 13–20, 19–12, 11–20, 14–22                               | Parciales: 13–20, 19–12, 11–20, 14–22 | Parciales: 13–20, 19–12, 11–20, 14–22                |                                                                                                 |  |
|             | Estadísticas Sriharaksa 19 Dangdee 12 cuatro jugadoras 2 Dandgee 19 | Reporte Pts Reb Asts Val              | Estadísticas 25 Meldere 9 Meldere 5 Ozola 32 Meldere | Pabellón: Bangkok Thai-Japan Youth Arena I Árbitros: Zdenko Tomasovic Mohammad Taha Sarah Carey |  |

| 21 de julio | Canadá                                            | 60–59                               | Mozambique                                                | Bangkok                                                                                     |  |
| 14:30       | Parciales: 20–9, 17–15, 19–19, 4–16               | Parciales: 20–9, 17–15, 19–19, 4–16 | Parciales: 20–9, 17–15, 19–19, 4–16                       |                                                                                             |  |
|             | Estadísticas Hanson 19 Edwards 9 King 4 Hanson 14 | Reporte Pts Reb Asts Val            | Estadísticas 23 Pinto 11 Pinto 3 Cipriano, Pinto 11 Pinto | Pabellón: Bangkok Thai-Japan Youth Arena II Árbitros: Gina Cross Andrada Csender Mbaye Seye |  |

Jornada 3
| 23 de julio | Canadá                                                          | 75–49                                | Tailandia                                                                                                | Bangkok                                                                                                |  |
| 14:15       | Parciales: 17–13, 12–16, 19–7, 27–13                            | Parciales: 17–13, 12–16, 19–7, 27–13 | Parciales: 17–13, 12–16, 19–7, 27–13                                                                     | |  |
|             | Estadísticas Dennis, Edwards 14 Masikewich 12 King 4 Edwards 17 | Reporte Pts Reb Asts Val             | Estadísticas 11 Sriharaksa 6 Sirisathaphornsap 2 Ploywaenrattana, Phuekraksa, Charoenpanit 13 Sriharaksa | Pabellón: Bangkok Thai-Japan Youth Arena I Árbitros: Radomir Vojinovic Andrei Sharapa Monicca Nassuuna |  |

| 23 de julio | Mozambique                                                         | 54–68                                | Letonia                                              | Bangkok                                                                                       |  |
| 14:15       | Parciales: 21–15, 13–17, 12–16, 8–20                               | Parciales: 21–15, 13–17, 12–16, 8–20 | Parciales: 21–15, 13–17, 12–16, 8–20                 |                                                                                               |  |
|             | Estadísticas Pinto 10 Pinto, Joaquim 12 cinco jugadoras 1 Pinto 12 | Reporte Pts Reb Asts Val             | Estadísticas 21 Meldere 17 Meldere 4 Mote 24 Meldere | Pabellón: Bangkok Thai-Japan Youth Arena II Árbitros: Alexis Mercado Jun Horiuchi Sarah Carey |  |

### Grupo B
| Pos. | Equipo    | PJ | G | P | PF  | PC  | DP  | Pts |
| ---- | --------- | -- | - | - | --- | --- | --- | --- |
| 1    | Bélgica   | 3  | 3 | 0 | 202 | 135 | +67 | 6   |
| 2    | China     | 3  | 2 | 1 | 198 | 175 | +23 | 5   |
| 3    | Argentina | 3  | 1 | 2 | 147 | 195 | −48 | 4   |
| 4    | Malí      | 3  | 0 | 3 | 154 | 196 | −42 | 3   |

 Fuente: FIBA
Jornada 1
| 20 de julio | Malí                                                    | 52–55                                | Argentina                                       | Bangkok                                                                                           |  |
| 17:15       | Parciales: 17–8, 12–10, 11–21, 12–16                    | Parciales: 17–8, 12–10, 11–21, 12–16 | Parciales: 17–8, 12–10, 11–21, 12–16            |                                                                                                   |  |
|             | Estadísticas S. Koné 12 S. Koná 11 F. Koné 5 S. Koné 14 | Reporte Pts Reb Asts Val             | Estadísticas 17 Chagas 9 Castro 4 Suárez 14 Fux | Pabellón: Bangkok Thai-Japan Youth Arena I Árbitros: Kerem Baki Kristaps Konstantinovs Houlu Song |  |

| 20 de julio | Bélgica                                                                                   | 64–52                               | China                                                   | Bangkok                                                                                                  |  |
| 19:30       | Parciales: 5–9, 20-14, 24–17, 15–12                                                       | Parciales: 5–9, 20-14, 24–17, 15–12 | Parciales: 5–9, 20-14, 24–17, 15–12                     | |  |
|             | Estadísticas Billie Massey 17 Billie Massey 13 Hambursin, Lisowa-Mbaka 3 Billie Massey 25 | Reporte Pts Reb Asts Val            | Estadísticas 19 Li Yuan 10 Chen 1 seis jugadoras Wan 16 | Pabellón: Bangkok Thai-Japan Youth Arena I Árbitros: Zdenko Tomasovic Mehmet Karabilecen Preeda Muongmee |  |

Jornada 2
| 21 de julio | China                                        | 72–62                                 | Malí                                                             | Bangkok                                                                                             |  |
| 16:45       | Parciales: 24–13, 13–15, 15–20, 20–14        | Parciales: 24–13, 13–15, 15–20, 20–14 | Parciales: 24–13, 13–15, 15–20, 20–14                            | |  |
|             | Estadísticas Zheng 17 Luo 10 Chen 7 Zheng 20 | Reporte Pts Reb Asts Val              | Estadísticas 18 Dembele 13 S. Koné 4 F. Koné 16 Dembele, S. Koné | Pabellón: Bangkok Thai-Japan Youth Arena II Árbitros: Grant Todey Radomir Vojinovic Gizella Györgyi |  |

| 21 de julio | Argentina                                                  | 43–69                               | Bélgica                                                            | Bangkok                                                                                             |  |
| 19:00       | Parciales: 6–24, 12–9, 14–24, 11–12                        | Parciales: 6–24, 12–9, 14–24, 11–12 | Parciales: 6–24, 12–9, 14–24, 11–12                                | |  |
|             | Estadísticas Castro 10 Castro 6 Suárez, Fontana 1 Castro 8 | Reporte Pts Reb Asts Val            | Estadísticas 19 Vervaet 23 Billie Massey 4 Leblon 29 Billie Massey | Pabellón: Bangkok Thai-Japan Youth Arena II Árbitros: Vasiliki Tsaroucha Felipe Ibarra Martin Vulic |  |

Jornada 3
| 23 de julio | China                                   | 74–49                                | Argentina                                                             | Bangkok                                                                                               |  |
| 16:30       | Parciales: 15–9, 19–13, 25–16, 15–11    | Parciales: 15–9, 19–13, 25–16, 15–11 | Parciales: 15–9, 19–13, 25–16, 15–11                                  | |  |
|             | Estadísticas Chen 19 Wan 9 Wan 6 Wan 19 | Reporte Pts Reb Asts Val             | Estadísticas 11 Suárez 4 Gauna, Gentinetta 4 Suárez, Chagas 13 Suárez | Pabellón: Bangkok Thai-Japan Youth Arena I Árbitros: Mehmet Karabilecen Gizella Györgyi Steve Bittner |  |

| 23 de julio | Malí                                                                     | 40–69                               | Bélgica                                                                  | Bangkok                                                                                 |  |
| 16:30       | Parciales: 15–19, 6–20, 7–13, 12–17                                      | Parciales: 15–19, 6–20, 7–13, 12–17 | Parciales: 15–19, 6–20, 7–13, 12–17                                      |                                                                                         |  |
|             | Estadísticas Traoré 10 Dembele, S. Koné 7 F. Koné, Coulibaly 1 S. Koné 9 | Reporte Pts Reb Asts Val            | Estadísticas 18 Billie Massey 11 Billie Massey 5 Leblon 29 Billie Massey | Pabellón: Bangkok Thai-Japan Youth Arena II Árbitros: Gina Cross Grant Todey Ryan Jones |  |

### Grupo C
| Pos. | Equipo         | PJ | G | P | PF  | PC  | DP  | Pts |
| ---- | -------------- | -- | - | - | --- | --- | --- | --- |
| 1    | Estados Unidos | 3  | 3 | 0 | 263 | 173 | +90 | 6   |
| 2    | Australia      | 3  | 2 | 1 | 215 | 209 | +6  | 5   |
| 3    | Hungría        | 3  | 1 | 2 | 213 | 244 | −31 | 4   |
| 4    | Corea del Sur  | 3  | 0 | 3 | 194 | 259 | −65 | 3   |

 Fuente: FIBA
Jornada 1
| 20 de julio | Estados Unidos                                                                 | 79–56                                | Australia                                                    | Bangkok                                                                                               |  |
| 12:15       | Parciales: 19–14, 20–21, 21–4, 19–17                                           | Parciales: 19–14, 20–21, 21–4, 19–17 | Parciales: 19–14, 20–21, 21–4, 19–17                         | |  |
|             | Estadísticas Bueckers 11 Hillmon-Baker 9 Bueckers 6 Bueckers, Hillmon-Baker 17 | Reporte Pts Reb Asts Val             | Estadísticas 12 Scanlon 10 Fowler 3 Simons 9 Shelley, Fowler | Pabellón: Bangkok Thai-Japan Youth Arena II Árbitros: Vasiliki Tsaroucha Andrei Sharapa Steve Bittner |  |

| 20 de julio | Hungría                                             | 92–68                                 | Corea del Sur                                            | Bangkok                                                                                  |  |
| 14:30       | Parciales: 23–16, 20–15, 23–20, 26–17               | Parciales: 23–16, 20–15, 23–20, 26–17 | Parciales: 23–16, 20–15, 23–20, 26–17                    |                                                                                          |  |
|             | Estadísticas Wentzel 17 Mayoky 11 Boros 4 Dombai 20 | Reporte Pts Reb Asts Val              | Estadísticas 16 Lee Sohee 9 Lee H. 5 Park 11 Heo, Lee H. | Pabellón: Bangkok Thai-Japan Youth Arena II Árbitros: Gina Cross Saber Rezgui Ryan Jones |  |

Jornada 2
| 21 de julio | Corea del Sur                             | 67–89                                 | Estados Unidos                                    | Bangkok                                                                                       |  |
| 12:00       | Parciales: 14–25, 17–25, 15–18, 21–21     | Parciales: 14–25, 17–25, 15–18, 21–21 | Parciales: 14–25, 17–25, 15–18, 21–21             |                                                                                               |  |
|             | Estadísticas Park 26 Park 7 Heo 6 Park 28 | Reporte Pts Reb Asts Val              | Estadísticas 18 Belibi 11 Egbo 7 Bueckers 22 Egbo | Pabellón: Bangkok Thai-Japan Youth Arena I Árbitros: Kerem Baki Zhiwei Zhang Monicca Nassuuna |  |

| 21 de julio | Australia                                             | 81–71                                 | Hungría                                                     | Bangkok                                                                                                   |  |
| 12:15       | Parciales: 17–18, 27–15, 12–17, 25–21                 | Parciales: 17–18, 27–15, 12–17, 25–21 | Parciales: 17–18, 27–15, 12–17, 25–21                       | |  |
|             | Estadísticas Fowler 19 Fowler 17 Shelley 5 Fowler '25 | Reporte Pts Reb Asts Val              | Estadísticas 15 Angyal 6 Manyoky, Kiss 3 Wentzel 14 Wentzel | Pabellón: Bangkok Thai-Japan Youth Arena II Árbitros: Mehmet Karabilecen Steve Bittner Virginia Peruchini |  |

Jornada 3
| 23 de julio | Estados Unidos                                        | 95–50                                | Hungría                                                  | Bangkok                                                                                         |  |
| 12:00       | Parciales: 33–16, 24–4, 22–19, 16–11                  | Parciales: 33–16, 24–4, 22–19, 16–11 | Parciales: 33–16, 24–4, 22–19, 16–11                     |                                                                                                 |  |
|             | Estadísticas Howard 18 Belibi 13 Bueckers 6 Belibi 25 | Reporte Pts Reb Asts Val             | Estadísticas 14 Angyal 4 Kiss 3 Angyal, Manyoky 8 Angyal | Pabellón: Bangkok Thai-Japan Youth Arena I Árbitros: Zdenko Tomasovic Saber Rezgui Zhiwei Zhang |  |

| 23 de julio | Corea del Sur                                     | 59–78                                | Australia                                             | Bangkok                                                                                   |  |
| 12:00       | Parciales: 15–22, 15–7, 15–23, 14–26              | Parciales: 15–22, 15–7, 15–23, 14–26 | Parciales: 15–22, 15–7, 15–23, 14–26                  |                                                                                           |  |
|             | Estadísticas Park 22 Heo, Lee H. 5 Park 4 Park 22 | Reporte Pts Reb Asts Val             | Estadísticas 15 Fowler 12 Shelley 6 Shelley 20 Anstey | Pabellón: Bangkok Thai-Japan Youth Arena II Árbitros: Kerem Baki Felipe Ibarra Houlu Song |  |

### Grupo D
| Pos. | Equipo   | PJ | G | P | PF  | PC  | DP  | Pts |
| ---- | -------- | -- | - | - | --- | --- | --- | --- |
| 1    | España   | 3  | 3 | 0 | 210 | 152 | +58 | 6   |
| 2    | Japón    | 3  | 2 | 1 | 208 | 204 | +4  | 5   |
| 3    | Colombia | 3  | 1 | 2 | 163 | 204 | −41 | 4   |
| 4    | Alemania | 3  | 0 | 3 | 176 | 197 | −21 | 3   |

 Fuente: FIBA
Jornada 1
| 20 de julio | Colombia                                          | 38–75                               | España                                                                                  | Bangkok |  |
| 16:45       | Parciales: 5–20, 7–18, 13–18, 13–19               | Parciales: 5–20, 7–18, 13–18, 13–19 | Parciales: 5–20, 7–18, 13–18, 13–19                                                     | |  |
|             | Estadísticas Álvarez 12 Pineda 8 Cortés 3 Ayala 4 | Reporte Pts Reb Asts Val            | Estadísticas 13 Castedo 7 Pendande, Pueyo, Hermosa 2 cuatro jugadoras Pueyo, Hermosa 16 | Pabellón: Bangkok Thai-Japan Youth Arena II Árbitros: Radomir Vojinovic Gizella Györgyi Virginia Peruchini |  |

| 20 de julio | Japón                                                      | 74–67                                 | Alemania                                                                     | Bangkok                                                                                    |  |
| 19:00       | Parciales: 22–22, 19–15, 16–17, 17–13                      | Parciales: 22–22, 19–15, 16–17, 17–13 | Parciales: 22–22, 19–15, 16–17, 17–13                                        |                                                                                            |  |
|             | Estadísticas Ishihara 16 McArthur 8 Ishihara 4 Ishihara 21 | Reporte Pts Reb Asts Val              | Estadísticas 17 Bessoir, Geiselsöder 9 Bessoir, Fiebich 4 Fiebich 19 Bessoir | Pabellón: Bangkok Thai-Japan Youth Arena II Árbitros: Grant Todey Felipe Ibarra Mbaye Seye |  |

Jornada 2
| 21 de julio | España                                                      | 79–65                                | Japón                                              | Bangkok                                                                                        |  |
| 16:30       | Parciales: 21–15, 17–18, 24–9, 17–23                        | Parciales: 21–15, 17–18, 24–9, 17–23 | Parciales: 21–15, 17–18, 24–9, 17–23               |                                                                                                |  |
|             | Estadísticas Pueyo 21 Pendande 12 Piera, Hermosa 4 Pueyo 23 | Reporte Pts Reb Asts Val             | Estadísticas 14 Ohhara 9 Todo 5 Ishihara 16 Ohhara | Pabellón: Bangkok Thai-Japan Youth Arena I Árbitros: Maripier Malo Andrei Sharapa Saber Rezgui |  |

| 21 de julio | Alemania                                                        | 60–67                                 | Colombia                                              | Bangkok                                                                                        |  |
| 18:45       | Parciales: 20–18, 15–21, 11–14, 14–14                           | Parciales: 20–18, 15–21, 11–14, 14–14 | Parciales: 20–18, 15–21, 11–14, 14–14                 |                                                                                                |  |
|             | Estadísticas Geiselsöder 21 Fiebich 10 Fiebich 5 Geiselsöder 22 | Reporte Pts Reb Asts Val              | Estadísticas 19 Caicedo 8 Pineda 4 Caicedo 11 Caicedo | Pabellón: Bangkok Thai-Japan Youth Arena I Árbitros: Alexis Mercado Ryan Jones Preeda Muongmee |  |

Jornada 3
| 23 de julio | Colombia                                    | 58–69                                 | Japón                                                   | Bangkok                                                                                             |  |
| 18:45       | Parciales: 20–13, 13–16, 12–16, 13–24       | Parciales: 20–13, 13–16, 12–16, 13–24 | Parciales: 20–13, 13–16, 12–16, 13–24                   | |  |
|             | Estadísticas Paz 27 Paz 10 Caicedo 3 Paz 29 | Reporte Pts Reb Asts Val              | Estadísticas 14 Takehara 6 Takehara 5 Ikeda 21 Takehara | Pabellón: Bangkok Thai-Japan Youth Arena I Árbitros: Maripier Malo Virginia Peruchini Mohammad Taha |  |

| 23 de julio | Alemania                                          | 49–56                               | España                                                      | Bangkok |  |
| 18:45       | Parciales: 13–15, 9–9, 15–16, 12–16               | Parciales: 13–15, 9–9, 15–16, 12–16 | Parciales: 13–15, 9–9, 15–16, 12–16                         | |  |
|             | Estadísticas Mayer 13 Bessoir 11 Mayer 3 Mayer 15 | Reporte Pts Reb Asts Val            | Estadísticas 14 Wone 7 Pendande, Hermosa 4 Wone 17 Pendande | Pabellón: Bangkok Thai-Japan Youth Arena II Árbitros: Vasiliki Tsaroucha Kristaps Konstantinovs Beniamino Attard |  |

## Cuadro final
Todos los horarios corresponden al huso horario local (GMT+7)
|  | Octavos de final | Octavos de final |                   |         | Cuartos de final | Cuartos de final |  |                | Semifinales | Semifinales |        |            | Final       | Final       |  |
|  | 24 de julio      | 24 de julio      |                   |         | 26 de julio      | 26 de julio      |  |                | 27 de julio | 27 de julio |        |            | 28 de julio | 28 de julio |  |
|  |                  |                  |                   |         |                  |                  |  |                |             |             |        |            |             |             |  |
|  |                  |                  |                   |         |                  |                  |  |                |             |             |        |            |             |             |  |
|  | Letonia          | 34               |                   |         |                  |                  |  |                |             |             |        |            |             |             |  |
|  | Letonia          | 34               |                   |         |                  |                  |  |                |             |             |        |            |             |             |  |
|  | Malí             | 67               |                   |         |                  |                  |  |                |             |             |        |            |             |             |  |
|  | Malí             | 67               |                   | Malí    | 51               |                  |  |                |             |             |        |            |             |             |  |
|  |                  |                  |                   | Malí    | 51               |                  |  |                |             |             |        |            |             |             |  |
|  |                  |                  | Australia         | 63      |                  |                  |  |                |             |             |        |            |             |             |  |
|  | Australia        | 62               | Australia         | 63      |                  |                  |  |                |             |             |        |            |             |             |  |
|  | Australia        | 62               |                   |         |                  |                  |  |                |             |             |        |            |             |             |  |
|  | Colombia         | 53               |                   |         |                  |                  |  |                |             |             |        |            |             |             |  |
|  | Colombia         | 53               |                   |         |                  |                  |  | Australia      | 64          |             |        |            |             |             |  |
|  |                  |                  |                   |         |                  |                  |  | Australia      | 64          |             |        |            |             |             |  |
|  |                  |                  | España            | 55      |                  |                  |  |                |             |             |        |            |             |             |  |
|  | Mozambique       | 28               | España            | 55      |                  |                  |  |                |             |             |        |            |             |             |  |
|  | Mozambique       | 28               |                   |         |                  |                  |  |                |             |             |        |            |             |             |  |
|  | China            | 71               |                   |         |                  |                  |  |                |             |             |        |            |             |             |  |
|  | China            | 71               |                   | China   | 52               |                  |  |                |             |             |        |            |             |             |  |
|  |                  |                  |                   | China   | 52               |                  |  |                |             |             |        |            |             |             |  |
|  |                  |                  | España            | 55      |                  |                  |  |                |             |             |        |            |             |             |  |
|  | Corea del Sur    | 51               | España            | 55      |                  |                  |  |                |             |             |        |            |             |             |  |
|  | Corea del Sur    | 51               |                   |         |                  |                  |  |                |             |             |        |            |             |             |  |
|  | España           | 60               |                   |         |                  |                  |  |                |             |             |        |            |             |             |  |
|  | España           | 60               |                   |         |                  |                  |  |                |             |             |        | Australia  | 70          |             |  |
|  |                  |                  |                   |         |                  |                  |  |                |             |             |        | Australia  | 70          |             |  |
|  |                  |                  | Estados Unidos TE | 74      |                  |                  |  |                |             |             |        |            |             |             |  |
|  | Canadá           | 82               | Estados Unidos TE | 74      |                  |                  |  |                |             |             |        |            |             |             |  |
|  | Canadá           | 82               |                   |         |                  |                  |  |                |             |             |        |            |             |             |  |
|  | Argentina        | 50               |                   |         |                  |                  |  |                |             |             |        |            |             |             |  |
|  | Argentina        | 50               |                   | Canadá  | 46               |                  |  |                |             |             |        |            |             |             |  |
|  |                  |                  |                   | Canadá  | 46               |                  |  |                |             |             |        |            |             |             |  |
|  |                  |                  | Estados Unidos    | 81      |                  |                  |  |                |             |             |        |            |             |             |  |
|  | Estados Unidos   | 79               | Estados Unidos    | 81      |                  |                  |  |                |             |             |        |            |             |             |  |
|  | Estados Unidos   | 79               |                   |         |                  |                  |  |                |             |             |        |            |             |             |  |
|  | Alemania         | 61               |                   |         |                  |                  |  |                |             |             |        |            |             |             |  |
|  | Alemania         | 61               |                   |         |                  |                  |  | Estados Unidos | 67          |             |        |            |             |             |  |
|  |                  |                  |                   |         |                  |                  |  | Estados Unidos | 67          |             |        |            |             |             |  |
|  |                  |                  | Bélgica           | 59      |                  |                  |  |                |             |             |        |            |             |             |  |
|  | Tailandia        | 47               | Bélgica           | 59      |                  |                  |  |                |             |             |        |            |             |             |  |
|  | Tailandia        | 47               |                   |         |                  |                  |  |                |             |             |        |            |             |             |  |
|  | Bélgica          | 88               |                   |         |                  |                  |  |                |             |             |        |            |             |             |  |
|  | Bélgica          | 88               |                   | Bélgica | 63               |                  |  |                |             |             |        | 3.º puesto | 3.º puesto  |             |  |
|  |                  |                  |                   | Bélgica | 63               |                  |  |                |             |             |        | 3.º puesto | 3.º puesto  |             |  |
|  |                  |                  | Japón             | 43      |                  |                  |  |                |             |             |        |            |             |             |  |
|  | Hungría          | 68               | Japón             | 43      |                  |                  |  |                |             |             | España | 58         |             |             |  |
|  | Hungría          | 68               |                   |         |                  |                  |  |                |             |             | España | 58         |             |             |  |
|  | Japón            | 76               |                   |         |                  |                  |  |                |             |             |        |            | Bélgica     | 52          |  |
|  | Japón            | 76               |                   |         |                  |                  |  |                |             |             |        |            | Bélgica     | 52          |  |
|  |                  |                  |                   |         |                  |                  |  |                |             |             |        |            |             |             |  |

#### Octavos de final
| 24 de julio de 2019 | Letonia                                                | 34–67                              | Malí                                                     | Bangkok                                                                                            |  |
| 12:00               | Parciales: 7–23, 13–13, 6–17, 8–14                     | Parciales: 7–23, 13–13, 6–17, 8–14 | Parciales: 7–23, 13–13, 6–17, 8–14                       | |  |
|                     | Estadísticas Mote 7 Mote 11 cuatro jugadoras 2 Mote 11 | Reporte Pts Reb Asts Val           | Estadísticas 19 S. Koné 22 S. Koné 11 F. Koné 34 S. Koné | Pabellón: Bangkok Thai-Japan Youth Arena I Árbitros: Mehmet Karabilecen Felipe Ibarra Saber Rezgui |  |

| 24 de julio de 2019 | Canadá                                           | 82–50                               | Argentina                                               | Bangkok                                                                                                 |  |
| 12:15               | Parciales: 17–17, 22–7, 23–9, 20–17              | Parciales: 17–17, 22–7, 23–9, 20–17 | Parciales: 17–17, 22–7, 23–9, 20–17                     | |  |
|                     | Estadísticas King 19 Edwards 11 Hanson 5 King 19 | Reporte Pts Reb Asts Val            | Estadísticas 20 Chagas 6 Castro 2 Wolf, Suárez 6 Castro | Pabellón: Bangkok Thai-Japan Youth Arena II Árbitros: Vasiliki Tsaroucha Alexis Mercado Andrada Csender |  |

| 24 de julio de 2019 | Australia                                                              | 62–53                              | Colombia                                           | Bangkok                                                                                             |  |
| 14:15               | Parciales: 22–8, 18–14, 15–24, 7–7                                     | Parciales: 22–8, 18–14, 15–24, 7–7 | Parciales: 22–8, 18–14, 15–24, 7–7                 | |  |
|                     | Estadísticas Bourne 11 Emma-Nnopu 12 Scanlon 3 Heal, Bourne, Fowler 12 | Reporte Pts Reb Asts Val           | Estadísticas 17 Caicedo 9 Paz 4 Álvarez 16 Caicedo | Pabellón: Bangkok Thai-Japan Youth Arena I Árbitros: Zdenko Tomasovic Gizella Györgyi Steve Bittner |  |

| 24 de julio de 2019 | Estados Unidos                                                         | 79–61                                 | Alemania                                               | Bangkok                                                                                     |  |
| 14:30               | Parciales: 15–17, 25–16, 23–14, 16–14                                  | Parciales: 15–17, 25–16, 23–14, 16–14 | Parciales: 15–17, 25–16, 23–14, 16–14                  |                                                                                             |  |
|                     | Estadísticas Bueckers, Taylor 13 Hillmon-Baker 10 Bueckers 5 Belibi 19 | Reporte Pts Reb Asts Val              | Estadísticas 17 Schiffer 8 Fiebich 4 Förner 13 Fiebich | Pabellón: Bangkok Thai-Japan Youth Arena II Árbitros: Kerem Baki Ryan Jones Preeda Muongmee |  |

| 24 de julio de 2019 | Tailandia                                                          | 47–88                              | Bélgica                                                                  | Bangkok                                                                                    |  |
| 16:30               | Parciales: 8–23, 7–20, 9–21, 23–24                                 | Parciales: 8–23, 7–20, 9–21, 23–24 | Parciales: 8–23, 7–20, 9–21, 23–24                                       |                                                                                            |  |
|                     | Estadísticas Laosa 11 Boonjun 5 Phuekraksa, Charoenpanit 2 Laosa 8 | Reporte Pts Reb Asts Val           | Estadísticas 17 Billie Massey 12 Billie Massey 8 Leblon 31 Billie Massey | Pabellón: Bangkok Thai-Japan Youth Arena I Árbitros: Maripier Malo Zhiwei Zhang Mbaye Seye |  |

| 24 de julio de 2019 | Hungría                                                      | 68–76                                 | Japón                                                  | Bangkok                                                                                                   |  |
| 16:45               | Parciales: 15–19, 10–18, 22–20, 21–19                        | Parciales: 15–19, 10–18, 22–20, 21–19 | Parciales: 15–19, 10–18, 22–20, 21–19                  | |  |
|                     | Estadísticas Dombai, Manyoky 13 Manyoky 9 Dombai 5 Dombai 20 | Reporte Pts Reb Asts Val              | Estadísticas 21 Todo 5 Todo, Ohhara 3 Ishimaki 20 Todo | Pabellón: Bangkok Thai-Japan Youth Arena II Árbitros: Grant Todey Kristaps Konstantinovs Monicca Nassuuna |  |

| 24 de julio de 2019 | Mozambique                                                           | 28–71                              | China                                            | Bangkok                                                                                                 |  |
| 18:45               | Parciales: 8–20, 10–24, 6–16, 4–11                                   | Parciales: 8–20, 10–24, 6–16, 4–11 | Parciales: 8–20, 10–24, 6–16, 4–11               | |  |
|                     | Estadísticas Calisto 10 Budane, Magoliço, Joaquim 5 Gomes 3 Budane 6 | Reporte Pts Reb Asts Val           | Estadísticas 20 Wan 10 Li Yuyan 7 Li Yuan 27 Wan | Pabellón: Bangkok Thai-Japan Youth Arena I Árbitros: Radomir Vojinovic Virginia Peruchini Mohammad Taha |  |

| 24 de julio de 2019 | Corea del Sur                                       | 51–60                              | España                                                    | Bangkok                                                                                   |  |
| 19:00               | Parciales: 16–18, 9–19, 9–14, 17–9                  | Parciales: 16–18, 9–19, 9–14, 17–9 | Parciales: 16–18, 9–19, 9–14, 17–9                        |                                                                                           |  |
|                     | Estadísticas Lee H. 14 Lee Sohee 8 Heo 6 Park J. 12 | Reporte Pts Reb Asts Val           | Estadísticas 13 Pendande 8 Pendande 5 Dembele 15 Pendande | Pabellón: Bangkok Thai-Japan Youth Arena II Árbitros: Gina Cross Sarah Carey Martin Vulic |  |

### Cuadro por el 9º-16º lugar
|  | Partido 13.e? puesto | Partido 13.e? puesto |             |         | Semifinales 13º-16º | Semifinales 13º-16º |               |             | Cuartos de final 9º-16º | Cuartos de final 9º-16º |           |          | Semifinales 9º-12º | Semifinales 9º-12º |  |  | Partido 9º puesto | Partido 9º puesto |
|  |                      |                      |             |         |                     |                     |               |             |                         |                         |           |          |                    |                    |  |  |                   |                   |
|  |                      |                      |             |         |                     |                     |               |             | 26 de julio             |                         |           |          |                    |                    |  |  |                   |                   |
|  |                      |                      |             |         |                     |                     |               |             |                         |                         |           |          |                    |                    |  |  |                   |                   |
|  | 28 de julio          | 28 de julio          |             |         | 27 de julio         | 27 de julio         |               |             | Letonia                 | 46                      |           |          | 27 de julio        | 27 de julio        |  |  | 28 de julio       | 28 de julio       |
|  | 28 de julio          | 28 de julio          |             |         | 27 de julio         | 27 de julio         |               |             | Letonia                 | 46                      |           |          | 27 de julio        | 27 de julio        |  |  | 28 de julio       | 28 de julio       |
|  | 28 de julio          | 28 de julio          |             |         | 27 de julio         | 27 de julio         | Colombia      | 49          |                         |                         |           |          | 27 de julio        | 27 de julio        |  |  | 28 de julio       | 28 de julio       |
|  | 28 de julio          | 28 de julio          |             | Letonia | 63                  |                     | Colombia      | 49          |                         |                         |           | Colombia | 49                 |                    |  |  | 28 de julio       | 28 de julio       |
|  | 28 de julio          | 28 de julio          | 26 de julio | Letonia | 63                  |                     |               |             |                         |                         |           | Colombia | 49                 |                    |  |  | 28 de julio       | 28 de julio       |
|  | 28 de julio          | 28 de julio          |             |         | Mozambique          | 49                  |               |             | Corea del Sur           | 51                      |           |          |                    |                    |  |  | 28 de julio       | 28 de julio       |
|  | 28 de julio          | 28 de julio          | Mozambique  | 50      | Mozambique          | 49                  |               |             | Corea del Sur           | 51                      |           |          |                    |                    |  |  | 28 de julio       | 28 de julio       |
|  | 28 de julio          | 28 de julio          | Mozambique  | 50      |                     |                     |               |             |                         |                         |           |          |                    |                    |  |  | 28 de julio       | 28 de julio       |
|  | 28 de julio          | 28 de julio          |             |         | Corea del Sur       | 63                  |               |             |                         |                         |           |          |                    |                    |  |  | 28 de julio       | 28 de julio       |
|  | Letonia              | 55                   |             |         | Corea del Sur       | 63                  | Corea del Sur | 73          |                         |                         |           |          |                    |                    |  |  |                   |                   |
|  | Letonia              | 55                   | 26 de julio |         |                     |                     | Corea del Sur | 73          |                         |                         |           |          |                    |                    |  |  |                   |                   |
|  | Alemania             | 71                   |             |         | Hungría             | 66                  |               |             |                         |                         |           |          |                    |                    |  |  |                   |                   |
|  | Alemania             | 71                   | Argentina   | 64      | Hungría             | 66                  |               |             |                         |                         |           |          |                    |                    |  |  |                   |                   |
|  |                      |                      | Argentina   | 64      | 27 de julio         | 27 de julio         | 27 de julio   | 27 de julio |                         |                         |           |          |                    |                    |  |  |                   |                   |
|  |                      |                      | Alemania    | 61      | 27 de julio         | 27 de julio         | 27 de julio   | 27 de julio |                         |                         |           |          |                    |                    |  |  |                   |                   |
|  | Partido 15º puesto   | Partido 15º puesto   | Alemania    | 61      | Alemania            | 86                  |               |             |                         |                         | Argentina | 61       | Partido 11º puesto | Partido 11º puesto |  |  |                   |                   |
|  | Partido 15º puesto   | Partido 15º puesto   | 26 de julio |         | Alemania            | 86                  |               |             |                         |                         | Argentina | 61       | Partido 11º puesto | Partido 11º puesto |  |  |                   |                   |
|  | 28 de julio          | 28 de julio          |             |         | Tailandia           | 49                  |               |             | Hungría                 | 66                      |           |          | 28 de julio        | 28 de julio        |  |  |                   |                   |
|  | Mozambique           | 68                   | Tailandia   | 58      | Tailandia           | 49                  | Colombia      | 58          | Hungría                 | 66                      |           |          |                    |                    |  |  |                   |                   |
|  | Mozambique           | 68                   | Tailandia   | 58      |                     |                     | Colombia      | 58          |                         |                         |           |          |                    |                    |  |  |                   |                   |
|  | Tailandia            | 38                   |             |         | Hungría             | 85                  |               |             | Argentina               | 51                      |           |          |                    |                    |  |  |                   |                   |

#### Cuartos de final del 9º–16º puesto
| 26 de julio de 2019 | Letonia                                                 | 46–49                               | Colombia                                              | Bangkok                                                                                               |  |
| 11:00               | Parciales: 11–7, 17–11, 6–16, 12–15                     | Parciales: 11–7, 17–11, 6–16, 12–15 | Parciales: 11–7, 17–11, 6–16, 12–15                   | |  |
|                     | Estadísticas Meldere 16 Meldere 15 Meldere 4 Meldere 19 | Reporte Pts Reb Asts Val            | Estadísticas 17 Paz 11 Paz 3 Álvarez, González 19 Paz | Pabellón: Bangkok Thai-Japan Youth Arena II Árbitros: Mehmet Karabilecen Beniamino Attard Sarah Carey |  |

| 26 de julio de 2019 | Mozambique                                            | 50–63                                | Corea del Sur                                   | Bangkok                                                                                    |  |
| 13:15               | Parciales: 12–20, 6–20, 19–10, 13–13                  | Parciales: 12–20, 6–20, 19–10, 13–13 | Parciales: 12–20, 6–20, 19–10, 13–13            |                                                                                            |  |
|                     | Estadísticas Sumbane 24 Sumbane 15 Pinto 4 Sumbane 30 | Reporte Pts Reb Asts Val             | Estadísticas 20 Lee Sohee 8 Park 5 Park 16 Park | Pabellón: Bangkok Thai-Japan Youth Arena II Árbitros: Kerem Baki Andrei Sharapa Ryan Jones |  |

| 26 de julio de 2019 | Tailandia                                                                     | 58–85                                 | Hungría                                               | Bangkok                                                                                      |  |
| 15:30               | Parciales: 18–18, 15–17, 12–30, 13–20                                         | Parciales: 18–18, 15–17, 12–30, 13–20 | Parciales: 18–18, 15–17, 12–30, 13–20                 |                                                                                              |  |
|                     | Estadísticas Sriharaksa 18 Boonjun 6 Ploywaenrattana, Phuekraksa 2 Boonjun 17 | Reporte Pts Reb Asts Val              | Estadísticas 18 Budacsik 8 Kéita 6 Angyal 24 Budacsik | Pabellón: Bangkok Thai-Japan Youth Arena II Árbitros: Alexis Mercado Saber Rezgui Houlu Song |  |

| 26 de julio de 2019 | Argentina                                          | 64–61                                | Alemania                                                             | Bangkok                                                                                            |  |
| 17:45               | Parciales: 16–14, 22–13, 9–15, 17–19               | Parciales: 16–14, 22–13, 9–15, 17–19 | Parciales: 16–14, 22–13, 9–15, 17–19                                 | |  |
|                     | Estadísticas Chagas 26 Chagas 7 Suárez 6 Chagas 20 | Reporte Pts Reb Asts Val             | Estadísticas 19 Geiselsöder 11 Geiselsöder 7 Schiffer 21 Geiselsöder | Pabellón: Bangkok Thai-Japan Youth Arena II Árbitros: Radomir Vojinovic Maripier Malo Jun Horiuchi |  |

#### Semifinales del 13º–16º puesto
| 27 de julio de 2019 | Letonia                                               | 63–49                                | Mozambique                                         | Bangkok                                                                                  |  |
| 11:00               | Parciales: 13–11, 19–17, 20–7, 11–14                  | Parciales: 13–11, 19–17, 20–7, 11–14 | Parciales: 13–11, 19–17, 20–7, 11–14               |                                                                                          |  |
|                     | Estadísticas Meldere 19 Meldere 13 Ozola 5 Meldere 26 | Reporte Pts Reb Asts Val             | Estadísticas 23 Pinto 14 Sumbane 3 Paxixe 16 Pinto | Pabellón: Bangkok Thai-Japan Youth Arena II Árbitros: Gina Cross Jun Horiuchi Houlu Song |  |

| 27 de julio de 2019 | Alemania                                                   | 86–49                               | Tailandia                                                       | Bangkok                                                                                     |  |
| 13:15               | Parciales: 16–21, 29–6, 32–11, 9–11                        | Parciales: 16–21, 29–6, 32–11, 9–11 | Parciales: 16–21, 29–6, 32–11, 9–11                             |                                                                                             |  |
|                     | Estadísticas Gaba 19 Bessoir 13 Mayer, Rosemeyer 4 Gaba 27 | Reporte Pts Reb Asts Val            | Estadísticas 10 Phuekraksa 5 Phuekraksa 4 Phetnin 10 Phuekraksa | Pabellón: Bangkok Thai-Japan Youth Arena II Árbitros: Kerem Baki Mohammad Taha Zhiwei Zhang |  |

#### Semifinales del 9º–12º puesto
| 27 de julio de 2019 | Colombia                                                 | 49–51                                | Corea del Sur                              | Bangkok                                                                                           |  |
| 15:30               | Parciales: 14–13, 15–12, 12–12, 8–14                     | Parciales: 14–13, 15–12, 12–12, 8–14 | Parciales: 14–13, 15–12, 12–12, 8–14       |                                                                                                   |  |
|                     | Estadísticas Álvarez 14 González 11 Álvarez 4 Álvarez 20 | Reporte Pts Reb Asts Val             | Estadísticas 19 Park 11 Park 5 Heo 22 Park | Pabellón: Bangkok Thai-Japan Youth Arena II Árbitros: Felipe Ibarra Beniamino Attard Saber Rezgui |  |

| 27 de julio de 2019 | Argentina                                            | 61–66                                 | Hungría                                                              | Bangkok                                                                                                 |  |
| 17:45               | Parciales: 11–19, 14–14, 14–12, 22–21                | Parciales: 11–19, 14–14, 14–12, 22–21 | Parciales: 11–19, 14–14, 14–12, 22–21                                | |  |
|                     | Estadísticas Chagas 22 Castro 11 Suárez 5 Fontana 18 | Reporte Pts Reb Asts Val              | Estadísticas 13 Dombai 7 Varga, Kiss 4 Angyal, Dombai, Boros 16 Kiss | Pabellón: Bangkok Thai-Japan Youth Arena II Árbitros: Gizella Györgyi Kristaps Konstantinovs Mbaye Seye |  |

#### Partido por el 15º puesto
| 28 de julio de 2019 | Mozambique                                        | 68–38                               | Tailandia                                                                                                  | Bangkok                                                                                         |  |
| 12:00               | Parciales: 12–12, 14–9, 19–7, 23–10               | Parciales: 12–12, 14–9, 19–7, 23–10 | Parciales: 12–12, 14–9, 19–7, 23–10                                                                        |                                                                                                 |  |
|                     | Estadísticas Pinto 20 Pinto 13 Calisto 3 Pinto 29 | Reporte Pts Reb Asts Val            | Estadísticas 8 Sirisathaphornsap, Phetnin, Phuekraksa 5 Sriharaksa 4 Sirisathaphornsap 8 Sirisathaphornsap | Pabellón: Bangkok Thai-Japan Youth Arena I Árbitros: Virginia Peruchini Martin Vulic Mbaye Seye |  |

#### Partido por el 13º puesto
| 28 de julio de 2019 | Letonia                                                              | 55–71                                | Alemania                                                       | Bangkok                                                                                         |  |
| 10:00               | Parciales: 20–17, 15–23, 11–20, 9–11                                 | Parciales: 20–17, 15–23, 11–20, 9–11 | Parciales: 20–17, 15–23, 11–20, 9–11                           |                                                                                                 |  |
|                     | Estadísticas Indrike 10 Klescova 5 Ozola, Meldere, Mote 3 Meldere 11 | Reporte Pts Reb Asts Val             | Estadísticas 20 Geiselsöder 13 Bessoir 7 Förner 24 Geiselsöder | Pabellón: Bangkok Thai-Japan Youth Arena II Árbitros: Felipe Ibarra Ryan Jones Beniamino Attard |  |

#### Partido por el 11º puesto
| 28 de julio de 2019 | Colombia                                           | 58–51                               | Argentina                                             | Bangkok                                                                                                |  |
| 14:30               | Parciales: 10–16, 22–9, 16–20, 10–6                | Parciales: 10–16, 22–9, 16–20, 10–6 | Parciales: 10–16, 22–9, 16–20, 10–6                   | |  |
|                     | Estadísticas Caicedo 20 Paz 10 Álvarez 6 Pineda 17 | Reporte Pts Reb Asts Val            | Estadísticas 17 Fontana 10 Suárez 6 Suárez 24 Fontana | Pabellón: Bangkok Thai-Japan Youth Arena II Árbitros: Vasiliki Tsaroucha Gizella Györgyi Steve Bittner |  |

#### Partido por el 9º puesto
| 28 de julio de 2019 | Corea del Sur                                   | 73–66                                | Hungría                                      | Bangkok                                                                                                 |  |
| 16:45               | Parciales: 21–22, 8–13, 19–14, 25–17            | Parciales: 21–22, 8–13, 19–14, 25–17 | Parciales: 21–22, 8–13, 19–14, 25–17         | |  |
|                     | Estadísticas Lee Sohee 21 Park 10 Heo 9 Heeo 21 | Reporte Pts Reb Asts Val             | Estadísticas 15 Kiss 8 Dombai 6 Kiss 20 Kiss | Pabellón: Bangkok Thai-Japan Youth Arena II Árbitros: Radomir Vojinovic Andrada Csender Preeda Muongmee |  |

### Cuadro por el 5º-8º lugar
|  | Semifinales 5º-8º | Semifinales 5º-8º |        |       | Partido 5º puesto | Partido 5º puesto |  |
|  | 27 de julio       | 27 de julio       |        |       | 28 de julio       | 28 de julio       |  |
|  |                   |                   |        |       |                   |                   |  |
|  |                   |                   |        |       |                   |                   |  |
|  | Malí              | 54                |        |       |                   |                   |  |
|  | Malí              | 54                |        |       |                   |                   |  |
|  | China             | 67                |        |       |                   |                   |  |
|  | China             | 67                |        | China | 72                |                   |  |
|  |                   |                   |        | China | 72                |                   |  |
|  |                   |                   | Canadá | 64    |                   |                   |  |
|  | Canadá            | 62                | Canadá | 64    |                   |                   |  |
|  | Canadá            | 62                |        |       |                   |                   |  |
|  | Japón             | 59                |        |       | Partido 7º puesto | Partido 7º puesto |  |
|  | Japón             | 59                |        |       | Partido 7º puesto | Partido 7º puesto |  |
|  |                   |                   |        |       |                   |                   |  |
|  |                   |                   |        |       | Malí              | 65                |  |
|  |                   |                   |        |       | Malí              | 65                |  |
|  |                   |                   |        |       | Japón             | 62                |  |
|  |                   |                   |        |       | Japón             | 62                |  |
|  |                   |                   |        |       |                   |                   |  |

#### Semifinales del 5º–8º puesto
| 27 de julio de 2019 | Malí                                                             | 54–67                                | China                                        | Bangkok                                                                                               |  |
| 12:00               | Parciales: 3–17, 20–15, 20–18, 11–17                             | Parciales: 3–17, 20–15, 20–18, 11–17 | Parciales: 3–17, 20–15, 20–18, 11–17         | |  |
|                     | Estadísticas S. Koné 20 S. Koné 11 F. Koné, Dembele 4 S. Koné 20 | Reporte Pts Reb Asts Val             | Estadísticas 16 Chen 12 Chen 7 Zheng 21 Chen | Pabellón: Bangkok Thai-Japan Youth Arena I Árbitros: Vasiliki Tsaroucha Steve Bittner Preeda Muongmee |  |

| 27 de julio de 2019 | Canadá                                                                 | 62–59                                | Japón                                              | Bangkok                                                                                    |  |
| 14:30               | Parciales: 13–16, 18–8, 18–21, 13–14                                   | Parciales: 13–16, 18–8, 18–21, 13–14 | Parciales: 13–16, 18–8, 18–21, 13–14               |                                                                                            |  |
|                     | Estadísticas Edwards, Morra 12 Edwards, Masikewich 7 King 5 Edwards 19 | Reporte Pts Reb Asts Val             | Estadísticas 14 Todo 9 Ishimaki 5 Ishihara 13 Todo | Pabellón: Bangkok Thai-Japan Youth Arena I Árbitros: Grant Todey Andrei Sharapa Ryan Jones |  |

#### Partido por el 7º puesto
| 28 de julio de 2019 | Malí                                                   | 65–62                                | Japón                                                      | Bangkok                                                                                   |  |
| 12:15               | Parciales: 17–24, 15–10, 19–9, 14–19                   | Parciales: 17–24, 15–10, 19–9, 14–19 | Parciales: 17–24, 15–10, 19–9, 14–19                       |                                                                                           |  |
|                     | Estadísticas S. Koné 26 S. Koné 18 F. Koné 5 S. Koné 3 | Reporte Pts Reb Asts Val             | Estadísticas 16 Okuyama, Takehara 9 Todo 5 Todo 17 Okuyama | Pabellón: Bangkok Thai-Japan Youth Arena II Árbitros: Kerem Baki Sarah Carey Zhiwei Zhang |  |

#### Partido por el 5º puesto
| 28 de julio de 2019 | China                                                        | 72–64                                 | Canadá                                                      | Bangkok                                                                                                  |  |
| 14:30               | Parciales: 18–10, 17–14, 13–18, 24–22                        | Parciales: 18–10, 17–14, 13–18, 24–22 | Parciales: 18–10, 17–14, 13–18, 24–22                       | |  |
|                     | Estadísticas Li Yuan 23 Chen, Wan 13 Zheng, Li Yuan 6 Wan 27 | Reporte Pts Reb Asts Val              | Estadísticas 15 Hanson 9 Masikewich 3 Edwards 14 Masikewich | Pabellón: Bangkok Thai-Japan Youth Arena I Árbitros: Alexis Mercado Kristaps Konstantinovs Mohammad Taha |  |

### Fase final

#### Cuartos de final
| 26 de julio de 2019 | Malí                                                               | 51–63                                 | Australia                                                    | Bangkok                                                                                       |  |
| 12:00               | Parciales: 12–15, 13–13, 11–15, 15–20                              | Parciales: 12–15, 13–13, 11–15, 15–20 | Parciales: 12–15, 13–13, 11–15, 15–20                        |                                                                                               |  |
|                     | Estadísticas A. Sissoko 14 S. Koné 15 Sangare, F. Koné 3 S. Koné 9 | Reporte Pts Reb Asts Val              | Estadísticas 18 Potter 10 Emma-Nnopu 4 Scanlon 17 Emma-Nnopu | Pabellón: Bangkok Thai-Japan Youth Arena I Árbitros: Grant Todey Andrada Csender Martin Vulic |  |

| 26 de julio de 2019 | Canadá                                                          | 46–81                               | Estados Unidos                                            | Bangkok                                                                                                |  |
| 14:30               | Parciales: 9–26, 7–24, 14–11, 16–20                             | Parciales: 9–26, 7–24, 14–11, 16–20 | Parciales: 9–26, 7–24, 14–11, 16–20                       | |  |
|                     | Estadísticas Edwards, Morra 8 Masikewich 7 King 3 Masikewich 10 | Reporte Pts Reb Asts Val            | Estadísticas 14 Howard 10 Egbo 3 Taylor, Van Lith 19 Egbo | Pabellón: Bangkok Thai-Japan Youth Arena I Árbitros: Zdenko Tomasovic Virginia Peruchini Mohammad Taha |  |

| 26 de julio de 2019 | China                                                   | 52–55                                | España                                           | Bangkok                                                                                                |  |
| 17:00               | Parciales: 7–13, 16–20, 18–12, 11–10                    | Parciales: 7–13, 16–20, 18–12, 11–10 | Parciales: 7–13, 16–20, 18–12, 11–10             | |  |
|                     | Estadísticas Chen 17 Li Yuan 8 Zheng, Li Yuan 4 Chen 17 | Reporte Pts Reb Asts Val             | Estadísticas 14 Wone 11 Pendande 4 Pueyo 19 Wone | Pabellón: Bangkok Thai-Japan Youth Arena I Árbitros: Gina Cross Gizella Györgyi Kristaps Konstantinovs |  |

| 26 de julio de 2019 | Bélgica                                                                 | 63–43                               | Japón                                                          | Bangkok                                                                                             |  |
| 19:30               | Parciales: 17–15, 12–7, 13–7, 21–14                                     | Parciales: 17–15, 12–7, 13–7, 21–14 | Parciales: 17–15, 12–7, 13–7, 21–14                            | |  |
|                     | Estadísticas Lisowa-Mbaka 19 Billie Massey 13 Leblon 4 Billie Massey 27 | Reporte Pts Reb Asts Val            | Estadísticas 11 Konno 5 Konno 2 Takehara, Todo, Konno 12 Konno | Pabellón: Bangkok Thai-Japan Youth Arena I Árbitros: Vasiliki Tsaroucha Felipe Ibarra Steve Bittner |  |

#### Semifinales
| 27 de julio de 2019 | Australia                                           | 64–55                                | España                                                                    | Bangkok                                                                                            |  |
| 17:00               | Parciales: 8–15, 25–10, 15–14, 16–16                | Parciales: 8–15, 25–10, 15–14, 16–16 | Parciales: 8–15, 25–10, 15–14, 16–16                                      | |  |
|                     | Estadísticas Heal 14 Fowler 11 Shelley 6 Shelley 16 | Reporte Pts Reb Asts Val             | Estadísticas 11 Pendande 8 wone 4 Pueyo, Dembele 13 Wone, Pendande, Pueyo | Pabellón: Bangkok Thai-Japan Youth Arena I Árbitros: Zdenko Tomasovic Maripier Malo Alexis Mercado |  |

| 27 de julio de 2019 | Estados Unidos                                                             | 67–59                                 | Bélgica                                                                                    | Bangkok |  |
| 19:30               | Parciales: 15–11, 18–15, 16–14, 18–19                                      | Parciales: 15–11, 18–15, 16–14, 18–19 | Parciales: 15–11, 18–15, 16–14, 18–19                                                      | |  |
|                     | Estadísticas Howard 14 Aliyah Boston1Boston, Belibi 7 Bueckers 7 Boston 21 | Reporte Pts Reb Asts Val              | Estadísticas 21 Lisowa-Mbaka 11 Becky Massey, Billie Massey 6 Lisowa-Mbaka 21 Lisowa-Mbaka | Pabellón: Bangkok Thai-Japan Youth Arena I Árbitros: Radomir Vojinovic Virginia Peruchini Mehmet Karabilecen |  |

#### Partido por la medalla de bronce
| 28 de julio de 2019 | España                                                            | 58–52                                | Bélgica                                                           | Bangkok                                                                                    |  |
| 17:00               | Parciales: 15–14, 6–11, 17–10, 20–17                              | Parciales: 15–14, 6–11, 17–10, 20–17 | Parciales: 15–14, 6–11, 17–10, 20–17                              |                                                                                            |  |
|                     | Estadísticas Pendande 14 Wone 8 Palma, Pendande, Pueyo 4 Pueyo 19 | Reporte Pts Reb Asts Val             | Estadísticas 14 Leblon 11 Billie Massey 4 Leblon 20 Billie Massey | Pabellón: Bangkok Thai-Japan Youth Arena I Árbitros: Gina Cross Andrei Sharapa Grant Todey |  |

#### Final
| 28 de julio de 2019 | Australia                                                      | 70–74 TE                                          | Estados Unidos                                                         | Bangkok                                                                                                |  |
| 19:30               | Parciales: 23–22, 17–17, 13–14, 13–13 (T.E.: 4-8)              | Parciales: 23–22, 17–17, 13–14, 13–13 (T.E.: 4-8) | Parciales: 23–22, 17–17, 13–14, 13–13 (T.E.: 4-8)                      | |  |
|                     | Estadísticas Shelley 18 Anstey 12 cuatro jugadoras 3 Anstey 24 | Reporte Pts Reb Asts Val                          | Estadísticas 17 Bueckers 11 Hillmon-Baker, Boston 5 Bueckers 17 Boston | Pabellón: Bangkok Thai-Japan Youth Arena I Árbitros: Zdenko Tomasovic Maripier Malo Mehmet Karabilecen |  |

| Bandera de Estados Unidos         |
| Campeón Estados Unidos 8.° título |

## Medallero
| Australia | Estados Unidos | España |

## Clasificación final
| Pos.              | Equipo         | Pts | G-P | PF  | PC  | Dif. |
| ----------------- | -------------- | --- | --- | --- | --- | ---- |
| Medalla de oro    | Estados Unidos | 14  | 7-0 | 564 | 409 | +155 |
| Medalla de plata  | Australia      | 12  | 5-2 | 462 | 454 | +8   |
| Medalla de bronce | España         | 13  | 6-1 | 438 | 371 | +67  |
| 4                 | Bélgica        | 12  | 5-2 | 464 | 350 | +114 |
| 5                 | China          | 12  | 5-2 | 460 | 376 | +84  |
| 6                 | Canadá         | 11  | 4-3 | 443 | 435 | +8   |
| 7                 | Malí           | 9   | 2-5 | 391 | 422 | -31  |
| 8                 | Japón          | 10  | 3-4 | 448 | 462 | -14  |
| 9                 | Corea del Sur  | 10  | 3-4 | 432 | 484 | -52  |
| 10                | Hungría        | 10  | 3-4 | 498 | 512 | -14  |
| 11                | Colombia       | 10  | 3-4 | 372 | 414 | -42  |
| 12                | Argentina      | 9   | 2-5 | 373 | 462 | -89  |
| 13                | Alemania       | 9   | 2-5 | 455 | 444 | -11  |
| 14                | Letonia        | 11  | 4-3 | 405 | 401 | +4   |
| 15                | Mozambique     | 9   | 2-5 | 374 | 402 | -28  |
| 16                | Tailandia      | 7   | 0-7 | 337 | 542 | -205 |

## Premios
| Quinteto ideal                                                           |
| ------------------------------------------------------------------------ |
| Paige Bueckers Rhyne Howard Alexandra Fowler Lola Pendande Billie Massey |
| MVP: Paige Bueckers                                                      |